# Сонце, сіно, ягоди
«Сонце, сіно, ягоди» (чеськ. Slunce, seno, jahody) — чехословацький комедійний художній фільм 1984 року режисера Зденека Трошки. Фільм — перша з трьох частин відомої трилогії. Пізніше з'явилися «Сонце, сіно і пара ляпасів» (1989) та «Сонце, сіно, еротика» (1991).

## Сюжет
«Сонце, сіно, ягоди» — перша частина трилогії про південне чеське село. Комедія розповідає про трудовий семестр у селі студента-ветеринара, одержимого ідеєю застосувати на практиці свої «грандіозні» відкриття в галузі тваринництва. Шимон Планічка був глибоко переконаний, що надій молока залежить від середовища. Сам же Планічка все життя прожив у місті, проте вважав, що корови дадуть більше молока, якщо слухатимуть музику. Керівництво сільськогосподарського кооперативу не надто захоплене ідеєю студента, а саме — поставити в корівнику динаміки. Хтось поширює чутки про те, що Планічка — син якогось високопоставленого працівника, чи не Міністра сільського господарства, а приїзд студента на це господарство зовсім не випадковий. Буцімто, «зверху», вирішили перевірити, як впроваджуються новаторські ідеї в кооперативі. Після цього керівництво вирішило піти назустріч студенту.
Зрозуміло, що виробничою лінією не вичерпується сюжет фільму. В фільмі також присутня і любовна сюжетна лінія. Вона наповнена кумедними ситуаціями, в які потрапляють герої, і завершується щасливим кінцем, на радість закоханих.

## В ролях
- Хелена Ружичкова — пані Скопкова.
- Павло Кікінчук — Шимон Планечка (1 частина).
- Станіслав Тршиска — Скопек.
- Вероніка Канська — Блажена.
- Бронек Чорни — Венса.
- Ярослава Кречмерова — Евік.
- Людек Копржива — преподобний Отік.
- Властимила Влкова — Цецилка.
- Мартін Шотола — Ірка.
- Іржі Лабус — тваринник Беда.
- Ерна Червена — бабуся (1 частина).
- Валері Капланова — бабуся (2, 3 частини).
- Мартін Дейдар — Бернардо (3 частина).
- Олдржих Кайзер — Вінченцо (3 частина).
- Петра Пішова — Мілуна.
- Павло Вондрушка — Мосна.
- Іржина Іраскова — директор Хубічкова.
- Марія Пілатова — Конопниця.
- Вацлав Трошка — Конопник.
- Ярослава Ханушова — Ярушка (3 частина).
- Марія Швецова — Келішка.
- Йозеф Старек — доктор Карел (2, 3 частини).
- Іржі Ружичка — товстий Йозеф.
- Катержина Лойдова — Габіна Тейфарова (2, 3 частини).
- Олек Рейф — Планічка-старший, депутат (1, 2 частини).
- Мирослав Зоунар — голова Радль.